# Palais de Ramalhão

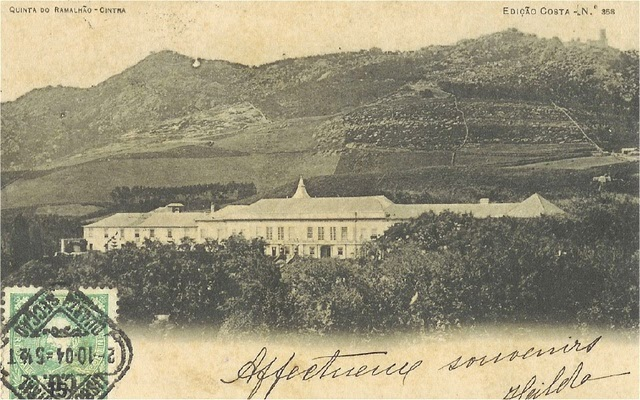
Palais do Ramalhão.

Le Palais do Ramalhão (en portugais : Palacio do Ramalhão) est une résidence royale située dans la région de Sintra, au Portugal. De style néo-classique, il est largement l’œuvre de son premier propriétaire, Luís Garcia de Bivar.
Acquis par la famille royale au XIe siècle, il sert de lieu de retirement à la reine Charlotte après que celle-ci a refusé de prêter serment de fidélité à la constitution portugaise, en 1822. 